# Koçaşlı, Gülnar
Koçaşlı là một xã thuộc huyện Gülnar, tỉnh Mersin, Thổ Nhĩ Kỳ. Dân số thời điểm năm 2011 là 70 người.